# Bollendorf
Bollendorf is een plaats en gemeente in de Duitse deelstaat Rijnland-Palts, en maakt deel uit van de Eifelkreis Bitburg-Prüm. Bollendorf ligt aan de Sauer, de grensrivier met Luxemburg. Op de andere oever ligt de Luxemburgse plaats Bollendorf-Pont. Op korte afstand liggen de steden Bitburg en het Luxemburgse Echternach.
Bollendorf telt 1.708 inwoners.

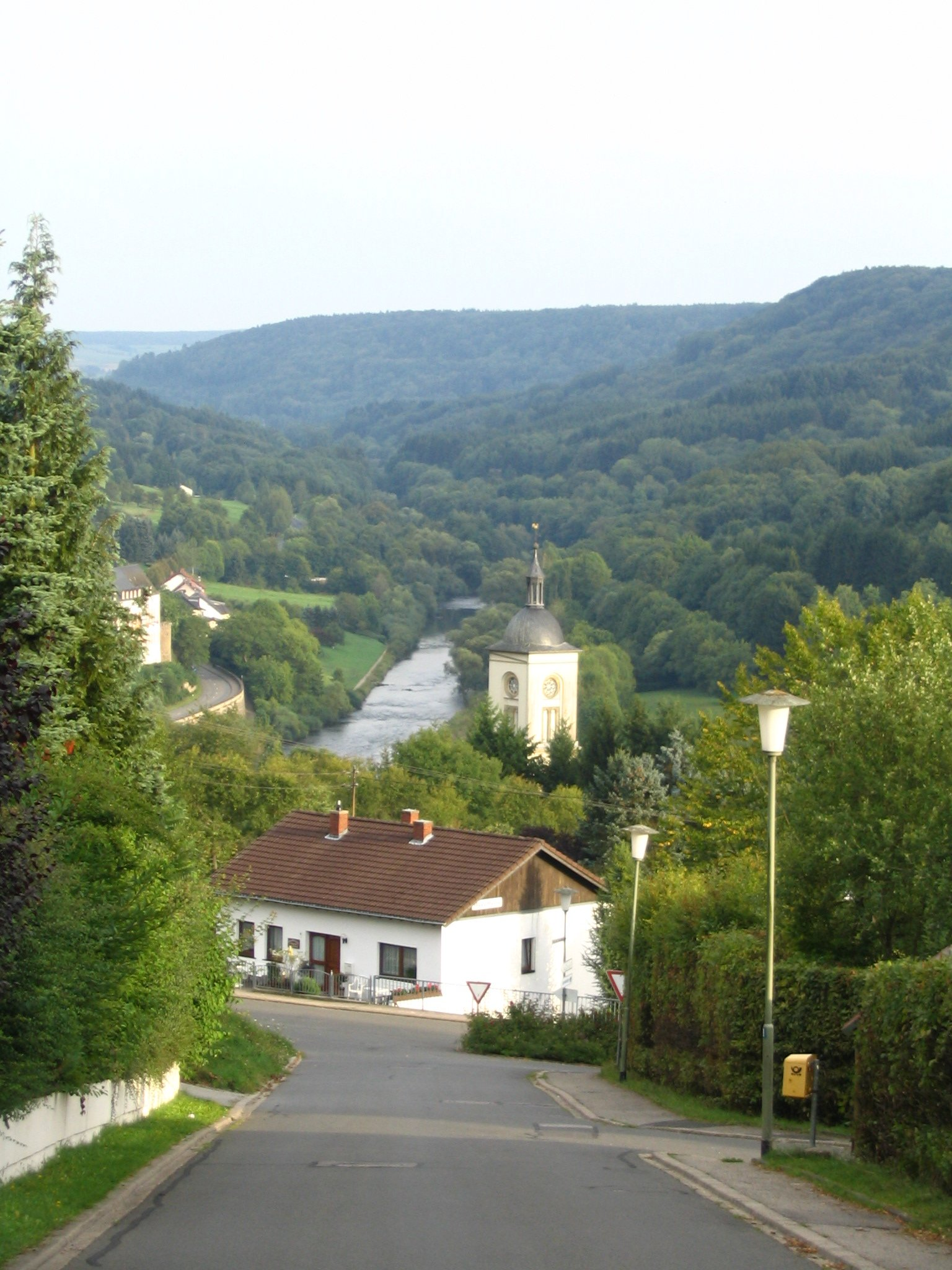
Bollendorf
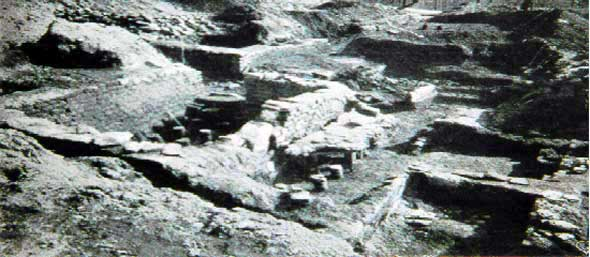
Villa rustica
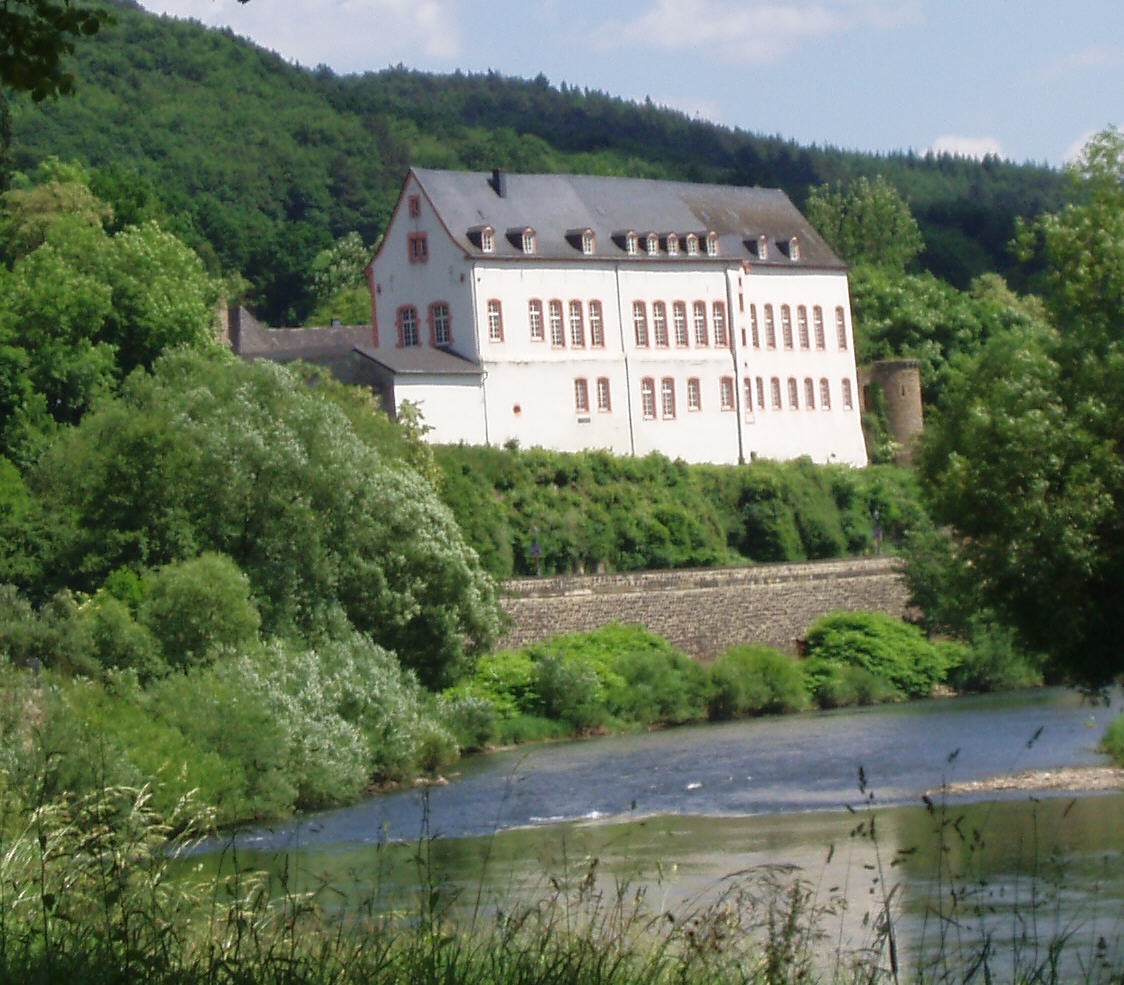
Burg Bollendorf
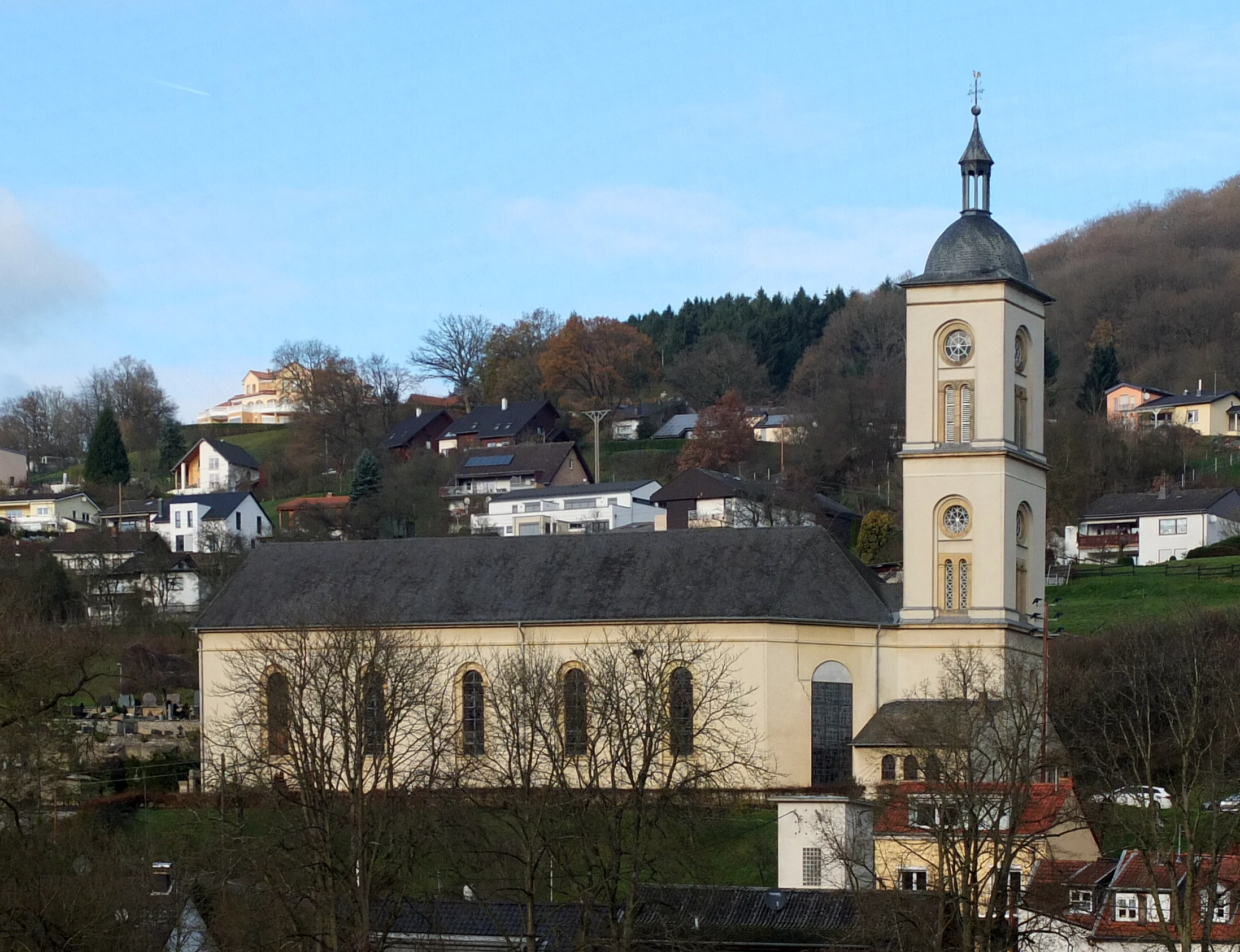
St. Michael

## Bestuur
De plaats is een Ortsgemeinde en maakt deel uit van de Verbandsgemeinde Südeifel.
Verbandsvrije stad:  Bitburg